# Just keep eating
Just keep eating is het debuut- en enige studioalbum van de Amerikaanse punk- en noiserockband Scratch Acid. Het album werd in 1986 uitgebracht op Rabit Cat.

## Ontvangst
Scratch Acid belandde dankzij het album in 2016 op de lijst van "40 Greatest One-Album Wonders" van het muziektijdschrift Rolling Stone. Just keep eating bevat volgens Patrick Foster van AllMusic niet het beste dat de band te bieden had, maar hij noemde het album wel de representatiefste poging: "Though this album doesn't hit the screaming intensity of the band's follow-up (...) it may well be their most representative effort, thanks in no small part to the stabbing twisted blooze guitar patterns fashioned by Brett Bradford". Het Duitse muziektijdschrift Spex plaatste Just keep eating op #34 in hun lijst van beste album van 1986.

## Nummers
| Nr. | Titel               | Duur |
| --- | ------------------- | ---- |
| 1.  | Crazy Dan           | 4:13 |
| 2.  | Eyeball             | 2:06 |
| 3.  | Big bone lick       | 3:48 |
| 4.  | Unlike a baptist    | 2:28 |
| 5.  | Damned for all time | 2:01 |
| 6.  | Ain't that love     | 2:17 |
| 7.  | Titelloos           | 0:31 |
| 8.  | Holes               | 2:00 |
| 9.  | Albino slug         | 3:26 |
| 10. | Spit a kiss         | 2:02 |
| 11. | Amicus              | 3:15 |
| 12. | Cheese plug         | 2:45 |
| 13. | Titelloos           | 2:20 |

## Personeel

### Bezetting
- David Yow (zang, bas)
- Brett Bradford (gitaar, zang)
- David Wm. Sims (bas, piano, gitaar)
- Rey Washam (drums, piano)

### Productie
- George Horn (mastering)